# ホワット・アイ・アム
「ホワット・アイ・アム」（What I Am）は、アメリカ合衆国のロック・バンド、エディ・ブリケル&ニュー・ボヘミアンズが1988年に発表した楽曲。バンド初のアルバム『星に輪ゴムを』（1988年）からの第1弾シングルとしてリリースされた。12インチ・シングルには、アルバム未収録の「Walk on the Wild Side」（ルー・リードのカヴァー）がB面曲として追加された。

## 反響・影響
アメリカでは1989年3月4日付のBillboard Hot 100で7位に達し、バンド唯一の全米トップ40シングルとなった。全英シングルチャートでは7週トップ100入りし、最高31位を記録した。
本作は1989年公開の映画『愛の宅配-ピザ・ボーイ』のサウンドトラックで使用された。

## カヴァー、サンプリング

### ティン・ティン・アウト with エマ・バントンによるカヴァー
ティン・ティン・アウトは、1999年のアルバム『イレヴン・トゥ・フライ』で、エマ・バントンをゲスト・ボーカリストに迎えた本作のカヴァーを発表した。同年シングル・カットされ、全英シングルチャートではティン・ティン・アウトとしては最高位の2位を記録したが、ジェリ・ハリウェル（バントンと同じくスパイス・ガールズのメンバーとして活動していた）の「リフト・ミー・アップ」に1位を奪われる結果となった。なお、このカヴァーはバントン初のソロ・アルバム『A GIRL LIKE ME〜永遠の少女』（2001年）にも収録された。

### その他
- ニュー・エディション - アルバム『ホーム・アゲイン』（1996年）収録曲「サムシング・アバウト・ユー」でサンプリングを使用した[17]。
- アレサ・フランクリン - アルバム『ア・ローズ・イズ・スティル・ア・ローズ』（1998年）のタイトル曲でサンプリングを使用した[18]。
- アイアン・アンド・ワイン - 2018年、Spotifyを通じて本作のカヴァーを配信した[19]。